# Robert F. Simon
Robert F. Simon (2 de diciembre de 1908-29 de noviembre de 1992) fue un prolífico actor de carácter estadounidense, que actuó en el cine y en la televisión entre 1950 y 1985.

## Primeros años
Simon nació en Mansfield, Ohio, donde, en la década de 1920, fue campeón de baloncesto de la High School. Antes de dedicarse a la actuación, Simon fue viajante de comercio. Al principio pensaba que la interpretación le ayudaría a superar su natural timidez, pero finalmente disfrutó actuando en el teatro y, más tarde, en el cine, por lo que decidió dedicarse profesionalmente a la actuación. Su primer trabajo profesional fue en la obra de Marc Blitzstein No For an Answer, en la cual demostraba sus habilidades para el canto y el baile. Formó parte del Cleveland Playhouse y del Actors Studio, gracias a lo cual fue suplente de Lee J. Cobb para interpretar el papel principal de la obra de Arthur Miller La muerte de un viajante.

## Década de 1950
Simon actuó en Broadway en la obra de Clifford Odets Clash by Night. Las primeras actuaciones para el cine de Simon fueron como Inspector Nicholas Foley en Where the Sidewalk Ends (1950) y como psiquiatra en Bright Victory (1951). Su primer papel televisivo lo interpretó a los 43 años, en 1952, en el episodio "Woman with a Sword" del programa de la NBC Hallmark Hall of Fame. En 1954 trabajó en el film Rogue Cop. 
Entre 1951 y 1954 intervino dos veces en otra antología de la NBC, The Philco Television Playhouse. En 1955 trabajó en el episodio "Lifeline" del drama médico interpretado por Richard Boone para la NBC Medic y en el episodio "Guilty Witness" deAlfred Hitchcock Presents, en la CBS. En 1955 participó en dos filmes: Chief Crazy Horse (con Victor Mature) y The Court-Martial of Billy Mitchell. En 1956 Simon consiguió su primer papel significativo en la película The Benny Goodman Story, protagonizada por Steve Allen y Donna Reed.
Ese mismo año actuó en el episodio "Not What She Pretended" de una tercera antología de la NBC, Fireside Theater. Entre 1953 y 1956 Simon intervino en cuatro episodios de una nueva antología de la NBC, Kraft Television Theatre, los titulados "A Long Time Till Dawn", "Spur of the Moment", "Flying Object at Three O'Clock High", y "Prairie Night". En 1955 y 1956 trabajó dos veces en la antología de la CBS Studio One, en los episodios "The Pit" y "The Open Door".
En 1956 trabajó en la serie televisiva protagonizada por Rod Cameron State Trooper, en el episodio "Nevada Boy, Pride and Joy". En 1957 fue George Nordmann en el film dramático Donde la ciudad termina, con John Cassavetes y Sidney Poitier. Simon también actuó en "The Peter Marlowe Story", del drama de la CBS The Millionaire, y en "The Alibi Witness", episodio perteneciente al drama policial interpretado por Lee Marvin en la NBC M Squad. En 1958 trabajó como artista invitado en "The Coward of Fort Bennett", episodio del programa de Ronald Reagan General Electric Theater. En 1957 y 1958 actuó en cuatro episodios de la serie de la CBS Playhouse 90: "The Last Tycoon", "Winter Dreams", "The 80 Yard Run", y "Rumors of Evening".
En 1959 Simon fue el Capitán Ben Loomis en "Bullet for a Blade" de la serie detectivesca de la NBC interpretada por Craig Stevens Peter Gunn, y Ned Hogue en el episodio "The Pit of Silence", del programa de la ABC Adventures in Paradise, protagonizado por Gardner McKay.

## Series televisivas
Simon tuvo papeles recurrentes en seis series televisivas: (1) como Dave Tabak en Saints and Sinners una producción de 1962-1963 de la NBC; (2) como Tío Everett McPherson en el sitcom de la NBC de 1970 Nancy; (3) como Frank Stephens, el suegro de Samantha Stephens en Bewitched, de la ABC; (4) como General Alfred Terry en la serie militar western de la ABC Custer (1967); (5) como Capitán Rudy Olsen en el programa protagonizado por Karl Malden para la ABC The Streets of San Francisco; y (6) como J. Jonah Jameson en The Amazing Spider-Man.
Las series Saints and Sinners y Nancy fueron canceladas a mitad de temporada. Simon actuó cinco veces entre 1964 y 1971 en los episodios de Bewitched "Samantha Meets the Follks", "A Nice Little Dinner Party", "The Dancing Bear", "It's Wishcraft", y "Samantha and the Antique Doll". En las últimas temporadas fue reemplazado por Roy Roberts. Sus actuaciones en Streets of San Francisco entre 1972 y 1976 incluyeron los episodios "A Wrongful Death", "The Twenty-Four Karat Plague", "A String of Puppets", y "The Twenty-Five Caliber Plague". Además, Simon trabajó en 1978-1979 en doce capítulos de The Amazing Spider-Man.

## Papeles históricos
Además de su personaje en Custer, Simon tuvo otros papeles históricos: (1) Henry Clay en la producción de la NBC de 1965 Profiles in Courage, en el episodio "Daniel Webster"; (2) el shawnee Jefe Blackfish en el episodio "Ken-Tuck-E" de la serie de la NBC Daniel Boone, protagonizada por Fess Parker; (3) el periodista liberal Drew Pearson en el film de la NBC Tail Gunner Joe; y (4) el fiscal general de los Estados Unidos Homer Stille Cummings en el episodio de 1961 "The Big Train" Part One" del drama criminal de la ABC Los Intocables, interpretado por Robert Stack en el papel de Elliot Ness.

## Westerns
Hubo pocos westerns televisivos en los que Simon no trabajara como artista invitado. En 1956 trabajó en el episodio piloto de la serie de ABC Broken Arrow, interpretada por John Lupton. Después volvió a trabajar en dicha serie, en 1957, en el episodio titulado "Ghost Face". En 1958 intervino dos veces en la producción de la ABC Walt Disney anthology television series, en los episodios "Four Down and Five Lives to Go" y "The Nine Lives of Elfego Baca".
En 1959 actuó en cinco westerns: "Make It Look Good" en el programa de la CBS Dick Powell's Zane Grey Theater; en "Circle of Fire", de la serie de la NBC Laramie; en el episodio "Saddle" de Black Saddle (ABC), producción interpretada por Peter Breck; in "The Gibbet", de Law of the Plainsman (NBC), protagonizada por Michael Ansara; y, finalmente, en "Kid with a Gun" en el programa protagonizado por Don Durant Johnny Ringo, en la CBS.
En 1957 y 1959 Simon intervino dos veces en la serie de Clint Walker para la ABC Cheyenne. En 1960 trabajó en ocho westerns: "Second Chance", en Wichita Town, de la NBC, interpretado por Joel McCrea; en "Diamond Cut Diamond", del programa The Man From Blackhawk; en "Reunion" y "The Guilty and the Innocent", en la producción de la CBS The Texan, interpretada por Rory Calhoun; en el episodio "The Return of Kansas Joe" de la serie de la ABC Tombstone Territory; en "Stopover", en Tate (NBC); en "Charcoal Bullet", dentro del show Shotgun Slade, protagonizado por Scott Brady; en el episodio "High Lonesome", de la serie de la ABC Stagecoach West, junto a Wayne Rogers y Robert Bray; y, finalmente, en "Death by Decree", en la producción de la NBC Bat Masterson, junto a Gene Barry.
En 1959 y 1961, Simon actuó en la serie de la ABC Lawman, con John Russell y Peter Brown, en los episodios "The Friend" y "Conditional Surrender". En 1961-1962 trabajó en "The Golden Burro", capítulo del show de la NBC Klondike, y en el capítulo "Stopover in Paradise" de Frontier Circus (CBS), protagonizado por  Chill Wills.
Ese mismo año Simon apareció en el film The Man Who Shot Liberty Valance. También intervino en la producción de la CBS's Rawhide, en los episodios "Incident at Red River Station" (1960) y "House of the Hunter" (1962).
Entre 1957 y 1962 actuó cuatro veces en la serie de Richard Boone parta la CBS Have Gun - Will Travel, en los capítulos "The Colonel and the Lady", "Young Gun", "The Trial", y "One, Two, Three". En 1958 y 1962 intervino en "The Juan Ortega Story" y en "The Caroline Casteel Story", capítulos pertenecientes a la serie de la NBC Wagon Train, protagonizada por Ward Bond y John McIntire.
En 1965 trabajó en "The Who Was", episodio de la serie western de la ABC The Legend of Jesse James, con Christopher Jones y Allen Case. En 1966 Simon actuó junto a Don Dubbins en el capítulo "Long Journey to Leavenworth", de la serie de la NBC series The Road West, con Barry Sullivan, Andrew Prine, y Glenn Corbett. 
Entre 1957 y 1966, Simon intervino en siete ocasiones en Gunsmoke, el western televisivo de mayor éxito. Fue en los episodios "Cheap Labor" (1957), "Potato Road" (1957), "The Cast" (1958), "Father's Love" (1964), "Jonah Hutchinson" (1964), "Song for Dying" (1965), y "The Mission" (1966).
Otra de las producciones en las que participó fue Laredo, serie de la NBC, en los capítulos "A Matter of Policy" (1965) y "The Other Cheek" (1967). También intervino en el programa de la NBC El virginiano, protagonizado por James Drury, Doug McClure, y Randy Boone. Fue en cuatro capítulos: "Stopover in a Western Town" (1963), "Men with Guns" (1965), "Yesterday's Timepiece" (1967) y "The Storm Gate" (1968).
En 1960 y 1970, Simon actuó en el western de mayor éxito de la NBC, Bonanza, en los episodios "Bitter Water" y "The Big Jackpot". En 1969 trabajó en "The Man Who Killed Jim Sonnett", para la serie de la ABC The Guns of Will Sonnett, junto a Walter Brennan, Dack Rambo, y Jason Evers.

## Drama
Simon también trabajó en el género dramático. En 1960 actuó en el episodio "Ten Drops of Water" de la serie de la CBS Ruta 66, interpretada por Martin Milner y George Maharis. Ese mismo año intervenía en "Opening Night", para el programa de la NBC Dante, con Howard Duff. También participó en "Emergency", en la producción de la CBS The DuPont Show with June Allyson. En 1961 fue artista invitado del episodio "The Fighter", en el drama de la ABC protagonizado por Jack Warden The Asphalt Jungle. Simon trabajó ese mismo año en "Among the Missing", capítulo perteneciente a The Roaring Twenties (ABC), y en dos capítulos de la producción protagonizada por Lloyd Bridges Sea Hunt, los titulados "Expedition" y "Starting Signal".
En 1962 Simon trabajó en dos programas de la ABC, Straightaway, protagonizado por John Ashley y Brian Kelly, y Bus Stop, con Marilyn Maxwell, Jeanette Nolan, Lew Ayres, George Hamilton, y Michael Parks.
En la temporada 1961-1962 trabajó en los episodios "Ricochet" y "The Legend" de The Dick Powell Show, serie de la NBC. También actuó dos veces en Target: The Corruptors!, con Stephen McNally y Robert Harland. Otras interpretaciones de 1962 fueron el episodio "Permission Granted" de The Lloyd Bridges Show, "Inside Track" en Cain's Hundred (NBC), "The Benefactor" de The Defenders (CBS), y "Tears for a Nobody Doll" de Sam Benedict, drama protagonizado por Edmond O'Brien para la NBC.
Simon fue tres veces artista invitado en la serie de Raymond Burr en la CBS Perry Mason, en los capítulos "The Case of the Desperate Daughter" (1958), "The Case of the Slandered Submarine" (1960), y "The Case of the Two-Faced Turn-a-bout".
También trabajó en 1963 en el episodio "The Fumble" de 77 Sunset Strip (ABC), con Efrem Zimbalist, Jr., en "Lady in Limbo" de The Greatest Show on Earth (ABC), en "Decision in the Ring" de  The Fugitive, con David Janssen, y en "No Time Like the Past", de The Twilight Zone (CBS).
Simon participó en la serie de Vince Edwards Ben Casey (ABC), en los episodios "Monument to an Aged Hunter" (1962) y "A Falcon's Eye, a Lion's Heart, a Girl's Hand" (1964). En 1963-1964 fue un juez en el programa de Chuck Connors Arrest and Trial (ABC), en los capítulos "My Name Is Martin Burnham" y "The Best There Is". Trabajó, así mismo, en 1963 en el episodio "The Zanti Misfits" del show de la ABC The Outer Limits.
Finalmente, en 1965 Simon actuó en el episodio "A Sitting Duck Named Slattery" del programa de la CBS Slattery's People, con Richard Crenna, en "The Deadliest Game", perteneciente a Viaje al fondo del mar (ABC), y en dos episodios, "From Nigeria with Love" y "When Shadows Fall" de la serie médica de la NBC Dr. Kildare, con Richard Chamberlain.

## Comedia
Además de su participación en Bewitched y Nancy, Simon actuó en otros sitcoms. Así, intervino en el episodio "Stars Over Taratupa" de la serie de la ABC McHale's Navy, con Ernest Borgnine. En 1962 lo hizo en "Gentleman Caller", perteneciente a Mrs. G. Goes to College, sitcom de la CBS con Gertrude Berg. Otras de estas actuaciones fue la que hizo en "All in the Mind", un episodio de la serie de Don Adams para la NBC Superagente 86. Otro sitcom en el que trabajó fue The Andy Griffith Show, en el  capítulo emitido en 1966 "Opie's Drugstore Job" (CBS).
En 1967, fue visto junto a Don Knotts y Leslie Nielsen en el film de humor The Reluctant Astronaut.
Posteriormente, en 1970, trabajó en el capítulo "Love and the Young Executive" de Love, American Style (ABC). En 1971 estuvo en el reparto de "The Specialists", producción interpretada por James Garner para la serie de la NBC del género comedia-western Nichols.
En 1973 actuó en "Forgive Us Our Debits", perteneciente a la producción de ABC The Partridge Family, con Shirley Jones y David Cassidy. Ese mismo año trabajó en tres ocasiones en M*A*S*H, en los episodios "The Trial of Henry Blake", "The Incubator", y "Officers Only" (CBS).

## Últimos papeles
Simon trabajó en 1967 en la entrega "The Exhibit A Road" de la serie interpretada por Christopher George The Rat Patrol (ABC). También trabajó junto a Robert Wagner en la producción de la NBC It Takes a Thief, en un capítulo de 1968, "Get Me to the Revolution on Time". En 1968 pudo ser visto en "Sara-Jane, You Never Whispered Again" una de las entregas del show de Ben Gazzara para la NBC Run for Your Life.
En 1970 y 1971 fue Anders en la entrega "The Girl from Rainbow Beach" y Dr. Graham en "House of Mirrors", del drama médico de la ABC Marcus Welby, M.D., protagonizado por Robert Young y James Brolin. En 1969 y 1972 intervino en dos episodios, "Confrontation!" y "Taps, Play It Louder", del programa de la ABC The Mod Squad. En 1971 trabajó en "The Challenger", uno de los capítulos de The Interns, drama médico de la CBS protagonizado por Christopher Stone.
Ya en 1974, intervino en el capítulo "Venus as in Fly Trap" en la serie detectivesca protagonizada por Buddy Ebsen para la CBS Barnaby Jones. En 1975 hizo los siguientes trabajos: episodio "Computer Killer" de Hawaii Five-O (CBS), junto a Jack Lord; "A Touch of Venom", entrega de Cannon, serie interpretada por William Conrad para la CBS; episodio "The Adventure of the Chinese Dog" del programa de la NBC Ellery Queen, con Jim Hutton; y, finalmente, junto a Peter Falk actuó en la serie Colombo, en el capítulo The Forgotten Lady. En 1973 y 1976 trabajó junto a Dennis Weaver en McCloud (NBC), en los episodios "Butch Cassidy Rides Again" y "Our Man in the Harem".
Entre 1977 y 1982, Simon intervino en tres ocasiones en la producción de la NBC Quincy M.E., con Jack Klugman, en los episodios "Death Casts a Vote", "Sweet Land of Liberty", y "Expert in Murder". En 1980 fue Grandpa Wells en "Generations", del drama de la ABC Eight Is Enough, con Dick Van Patten. La última actuación de Simon para la televisión tuvo lugar en 1985 en el programa de la CBS Airwolf, junto a Jan-Michael Vincent y Ernest Borgnine.

## Vida personal
Simon tuvo dos hijas y dos hijos: Barbara Ann Simon Callet (1941), Susan Simon Thompson, Robert Louis Simon (1950) y James A. Simon (1951).
Simon vivió en sus últimos años en Reseda, en el distrito del Valle de San Fernando en el Condado de Los Ángeles (California), falleciendo a causa de un ataque al corazón en Tarzana, California, días antes de cumplir 84 años. Fue enterrado en el Cementerio Oakwood Memorial Park de Chatsworth, en el Condado de Los Ángeles.